# Trupa SPAM
Trupa SPAM este o formație românească alcătuită din Cosmin Vaman, Ana Maria Ivan, Eugen Toboș, Tudor Olaru și Ciprian Diaconu. Trupa a fost înființată în 2014 și, conform propriilor declarații, abordează un stil muzical pozitiv și versuri cu substrat ce tratează cu umor teme actuale, încadrându-se în segmentul Pop-Rock. Formația și-a lansat primul album, intitulat “Drumul”, în anul 2015. Albumul a fost nominalizat la Premiile Muzicale Radio România Actualități și a obținut premiile „Albumul Anului 2015” și Piesa Anului 2015 la Premiile ForeverFolk.
Al doilea album, numit „Facem dragoste”, a fost lansat în toamna anului 2017.